# 요시나가 마히로
요시나가 마히로(일본어: 吉長 真優, 2002년 3월 20일~)는 일본의 축구 선수이다.

## 구단 경력
그는 2020년 J2리그의 주빌로 이와타에 입단했다. 2021년 J2리그 우승으로 J1리그로 승격했다. 2022년후 J2리그에 강등했다. 2023년까지 32경기에 출전하여, 1득점을 넣었다. 2024년 J3리그의 가마타마레 사누키로 이적했다. 2025년 기라반츠 기타큐슈로 이적했다.